# 杉本あすか
杉本 あすか（すぎもと あすか、1980年1月11日 - ）は、静岡県出身の元女子サッカー選手、サッカー指導者。
ポジションは、FW。

## 所属クラブ
- 1998年 - 1999年 鈴与清水FCラブリーレディース
- 2000年 - 2003年 吉備国際大学
- 2004年 - 2006年 岡山湯郷Belle (※主将)

## タイトル・代表歴
- 国体岡山県成年女子選抜選手

## 指導歴
- 2007年 - 現在 常葉学園橘中学校女子サッカー部：監督